# بنيامين ماركاريان
بنيامين ماركاريان (بالأرمنية: Բենիամին Եղիշեի Մարգարյան)‏ (و. 1913 – 1985 م) هو فيزيائي، وعالم فلك، وعالم فيزياء فلكية من الاتحاد السوفيتي . ولد في شاهوميان .
توفي في يريفان ، عن عمر يناهز 72 عاماً.

## التعليم
تعلم في جامعة ولاية يريفان

## جوائز
حصل على جوائز منها:
- جائزة الاتحاد السوفييتي الحكومية
- Order of Friendship of Peoples
- Medal "Veteran of Labour"
- وسام شارة الشرف
- وسام "العمل الشجاع في الحرب الوطنية العظمى 1941-1945.